# Ceratosporella bicornis
Ceratosporella bicornis är en svampart som först beskrevs av Andrew Price Morgan, och fick sitt nu gällande namn av Franz Xaver von Höhnel 1923. Ceratosporella bicornis ingår i släktet Ceratosporella, divisionen sporsäcksvampar och riket svampar.   Inga underarter finns listade i Catalogue of Life.